# Iulia (Mutter des Marcus Antonius)
Iulia († nach 40 v. Chr.) war eine römische Adelige im ersten Jahrhundert v. Chr. und die Mutter des Triumvirn Marcus Antonius.

## Leben
Iulia war die Tochter des Lucius Iulius Caesar (Konsul 90 v. Chr.) und der Fulvia, der Tochter des Marcus Fulvius Flaccus. Da Iulias Vater viel für Ilion geleistet hatte, ehrte diese Stadt Iulia noch als Mädchen mit einer Statue. Ihr tadelloser und sittsamer Charakter brachte ihr hohes Ansehen ein.
In erster Ehe war sie mit Marcus Antonius Creticus († um 71 v. Chr.) verbunden, dem sie die drei Söhne Marcus Antonius, Gaius Antonius und Lucius Antonius gebar. Plutarch erzählt die Anekdote, dass Iulias Gatte Antonius Creticus einem Bekannten aus der Not half, indem er ihm heimlich einen silbernen Becher schenkte, und dass Iulia, die davon nichts wusste, zur Aufklärung des vermeintlichen Diebstahls ihre Sklaven habe foltern lassen wollen; da habe ihr Creticus alles gestanden und um Vergebung gebeten.
Nach dem Tod des Creticus heiratete sie Publius Cornelius Lentulus Sura, dessen Exekution 63 v. Chr. als Anhänger des Verschwörers Lucius Sergius Catilina ihrem Ansehen anscheinend nicht schadete. Richter in diesem Prozess war ihr Bruder Lucius Iulius Caesar.
Wohl unter dem Einfluss Iulias heiratete ihr Sohn Marcus eine Frau aus dem Geschlecht ihrer Mutter, die für die damalige Zeit sehr emanzipierte Fulvia. Diese scheint ein gutes Verhältnis zu ihrer Schwiegermutter gehabt zu haben. Beide Frauen bemühten sich Anfang 43 v. Chr. vergeblich bei den Senatoren, im Machtkampf der Republikaner und des mit ihnen (zeitweilig) verbündeten Octavian gegen Marcus Antonius die Ächtung ihres Sohnes bzw. Gatten zu verhindern. Nachdem Marcus Antonius, Octavian und Marcus Aemilius Lepidus Ende 43 v. Chr. das zweite Triumvirat gebildet hatten, proskribierten sie alle ihre Feinde, darunter eigene Verwandte. Auch Iulias Bruder Lucius Iulius Caesar war davon betroffen. Sie konnte ihn aber erfolgreich beschützen. Als die Triumvirn das Vermögen von 1.400 reichen römischen Frauen besteuern wollten, um Geld für den Kampf gegen die Caesarmörder aufzutreiben, stand Iulia (im Gegensatz zu Fulvia) den Matronen bei. Als der Bruder des Marcus Antonius, Lucius Antonius, mit Octavian im Perusinischen Krieg um die Vormachtstellung in Italien kämpfte und den Kürzeren zog, floh Iulia aus Italien zu Sextus Pompeius nach Sizilien. Pompeius empfing sie freundlich und gab ihr 40 v. Chr. großartiges Geleit zu ihrem Sohn Marcus nach Athen, da sie einen Pakt zwischen den beiden Männern aushandeln sollte, der gegen den nach seinem Sieg im Perusinischen Krieg mächtig gewordenen Octavian gerichtet war. Letzterer versuchte seinerseits, sich mit Pompeius zu verständigen, indem er Mucia, die Mutter des Pompeius, zu diesem nach Sizilien schickte und Scribonia heiratete, deren Nichte die Gattin des Pompeius war. Pompeius bevorzugte aber ein Bündnis mit Antonius, der ihn wenn möglich mit Octavian auszusöhnen versprach; falls aber kein Frieden mit Octavian erreichbar sei, wollte Antonius gemeinsam mit Pompeius gegen den Caesarerben vorgehen. Im Vertrag von Brundisium im Herbst 40 v. Chr. einigte sich Antonius mit Octavian, wozu auch Iulia beitrug. Vielleicht wirkte Iulia noch im Sommer 39 v. Chr. in Puteoli dabei mit, dass Antonius und Octavian sich im Vertrag von Misenum auch vorübergehend mit Sextus Pompeius ins Einvernehmen setzten.